# Canadian, Texas
Canadian là một thành phố thuộc quận Hemphill, tiểu bang Texas, Hoa Kỳ. Năm 2010, dân số của xã này là 2649 người.

## Dân số
- Dân số năm 2000: 2233 người.
- Dân số năm 2010: 2649 người.